# Waltheof II van Northumbria

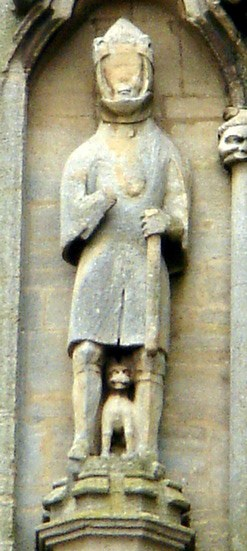
15e-eeuws beeld op de Abdij van Croyland, waarvan wordt aangenomen dat deze Waltheof II moet voorstellen

Waltheof II van Northumbria (ca. 1050 - Winchester, 31 mei 1076) was de laatste Angelsaksische earl.
Waltheof was de zoon van Siward van Northumbria en Aelfled. Bij de dood van zijn vader was hij te jong om hem op te volgen daarom werd Tostig Godwinson in zijn plaats benoemd. Toen koning Harold II van Engeland Tostig verbande in 1065, werd Waltheof tot earl van Huntingdon benoemd. Hij vocht mee in de slag bij Stamford Bridge, waar Tostig met een leger van Vlaamse huurlingen en Noorse bondgenoten werd verslagen. Ook zou Waltheof hebben meegevochten in de slag bij Hastings en door te vluchten aan de dood zijn ontsnapt.
Kort na de slag bij Hastings, nog in 1066, bereikte Waltheof een akkoord met Willem de Veroveraar, en hij behield zijn positie als earl. In 1069 steunde Waltheof echter een Deens leger dat York belegerde. Opnieuw kwam het tot een verzoening tussen Waltheof en Willem. Waltheof kocht de Denen af, die terugkeerden naar huis, en trouwde met Willems nicht Judith van Lens, dochter van Lambertus van Boulogne en Adelheid van Normandië (1026 - 1090). In 1072 wist hij zijn neef Gospatrick te laten verbannen en verwierf diens functie van earl van Northumbria. Waltheof liet in 1074 de familie uitmoorden waarmee zijn schoonfamilie al generaties een bloedvete had en die zijn schoonvader hadden vermoord. In 1074 nam hij deel aan een samenzwering tegen Willem met enkele Normandische earls. Waltheof kwam tot inkeer, vertelde Willem over de samenzwering en vroeg om genade. Maar Waltheof had zijn gunsten bij Willem al verbruikt en werd ter dood veroordeeld. Na een jaar gevangenschap werd hij in Winchester onthoofd. Zijn lichaam werd in een kuil geworpen maar later begraven in Croyland Abbey. Vanaf 1092 werd zijn graf tijdelijk een perlgrimsoord omdat er wonderbaarlijke genezingen zouden plaatsvinden, met name van blinden.
Waltheof en Judith hadden de volgende kinderen:
- Maud van Northumbria
- Adelisa (ca. 1075 - na 1125), gehuwd met Rudolf van Tosny. Andelisa erfde bezittingen in Essex en deed een schenking aan de Holy Trinity kerk in Londen waar haar zoon Hugo was begraven. Adelisa en Rudolf waren ouders van: Rogier van Tosny (heer van Tosny en Concques), Hugo (jong overleden), Simon, Isabella gehuwd met Walter FitzRichard van Tonbridge, Margaret gehuwd met Walter FitzRichard van Clifford, Godechilde gehuwd met Robert van Neubourg.

Judith gaf getuigenis tegen Waltheof tijdens het proces in 1075. Zij stichtte de abdij van Elstow en meerdere kerken. Als weduwe verloofd met Simon van Senlis maar ze vluchtte om niet te hoeven trouwen. Als straf ontnam Willem de Veroveraar al haar bezittingen. Simon zou met haar dochter Maud trouwen.